# BH Air
BH Air (Balkan Holidays Airlines) (mã IATA = 1B, mã ICAO = BGH) là hãng hàng không của Bulgaria, trụ sở ở Sofia. Hãng phục vụ Balkan Holidays International với các chuyến chở khách thuê bao tới Vương quốc Anh, vùng Scandinavia, Đức, Israel và Thụy Sĩ, cũng như chở các khách thuê bao khác. Căn cứ chính của hãng ở Sân bay Varna, và các căn cứ khác ở Sân bay Sofia, Sân bay quốc tế Plovdiv và Sân bay Burgas.

## Lịch sử
BH Air được thành lập ngày 1.1.2002 và bắt đầu hoạt động từ ngày 10.1.2002. BH Air là hãng liên doanh giữa Balkan Holidays Bulgaria và Hemus Air. Hãng hiện có 211 nhân viên.

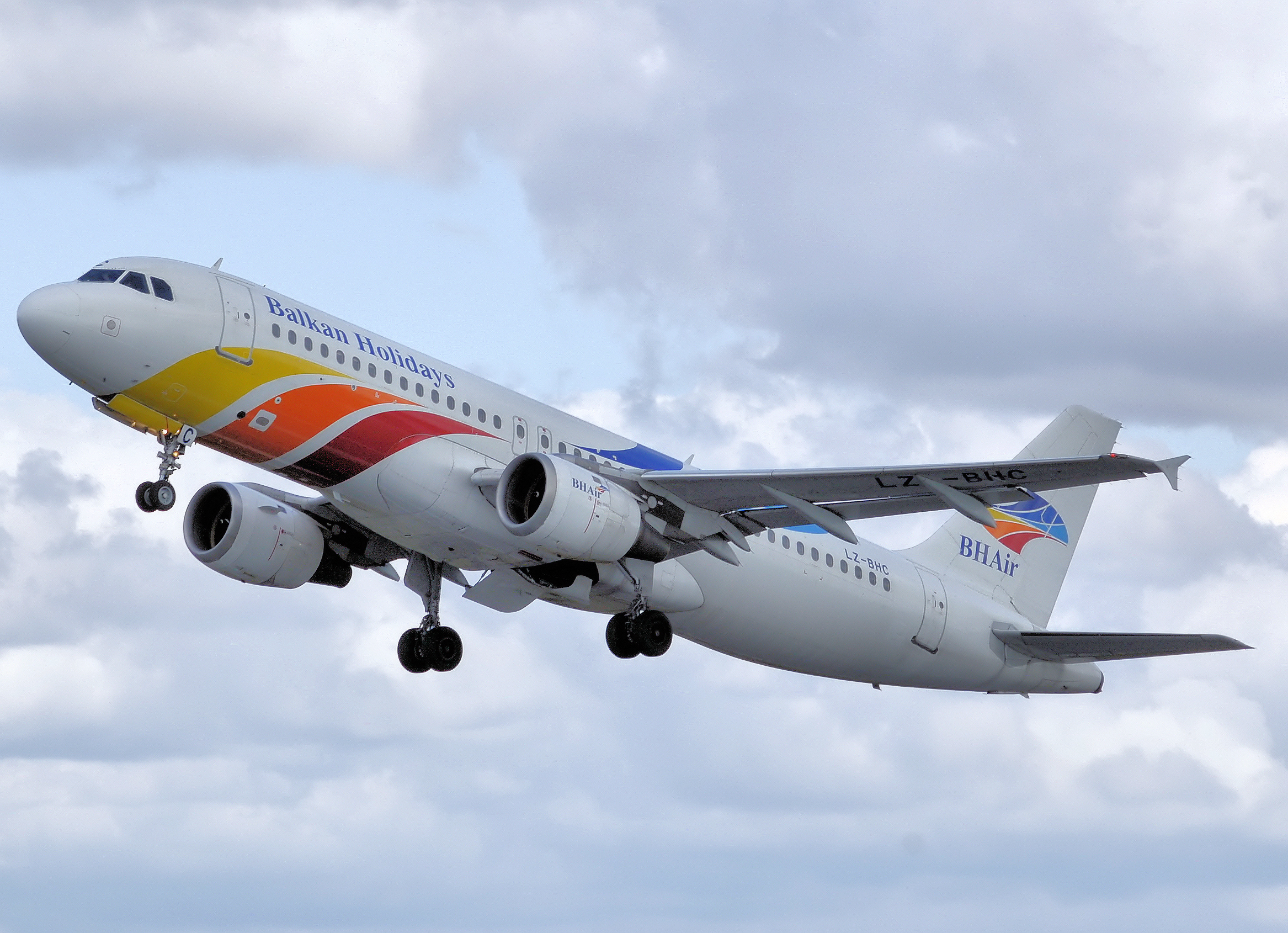
Máy bay Airbus A320-200 của BH Air

## Đội máy bay
(Ngày 18.6.2008):
- 4 Airbus A320-200

Tính tới ngày 18.6.2008, tuổi trung bình các máy bay của BH Air là 16.4 năm().